# Madrigal
Madrigal je renesančna polifona vokalna glasbena oblika, komponirana na posvetna besedila.
Madrigal se prvič razcveti v 14. stoletju v Italiji, ko je večinoma dvo- ali triglasen, zgornji glas je zelo virtuozen, z bogatimi melizmi, spodnji glas pa veliko preprostejši. Pomembno je, da besedilo ni v latinščini, ampak v italijanščini. Med avtorji besedil sta se najbolj odlikovala Boccaccio in Petrarca. Drugi razcvet madrigal doživi v 16. in zgodnjem 17. stoleju, ko pomeni nasprotje motetu kot oblika posvetne glasbe. Največkrat je petglasen, pa tudi štiri- in šestglasen, besedilo je v prebujajočih se narodnih jezikih. Melodija se pogosto pojavi v zgornjem glasu, homofonija je pogostejša kot polifonija. Zelo pomembno je slikanje besedila, imitazione della natura, ki je v začetku precej naivno, v poznem obdobju pa se razvije in stopnjuje do velike izraznosti, do globoke povezanosti besede in glasbe in že napoveduje nastanek glasbenega gledališča: madrigalne komedije in baročne opere.